# ويلسون بنتلي

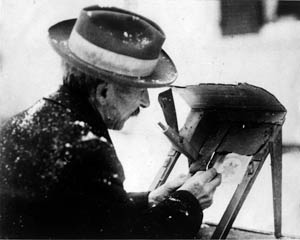
بنتلي أثناء العمل

ويلسون الوين بنتلي (بالإنجليزية: Wilson Bentley) ولد في 7 شباط سنة 1865 وتوفي في 23 كانون أول سنة 1931. واحد من أول المصورين لندفات الثلج وقد احترف صنعته في التقاط صور ندف الثلج على المخمل الأسود، إذ كان يلتقط الصورة قبل أن تذوب الندف.
لاحظ نيث ليبريت أن الطريقة المستخدمة اليوم في تصوير ندف الثلج هي نفس الطريقة التي استخدمها بنتلي، ومع أن الجودة التي التقطت بها صور بنتلي تعكس محدودية التقنية التي وفرتها المعدات في ذاك الزمن، إلا أنه أدى مهمته بشكل ممتاز حتى أن شخصا آخر لم يفكر بالتقاط الصور لقرابة مئة عام. إن مجموعة صوره محفوظة الآن في  «مجتمع جيرتشو التاريخي» الموجود في مدينته: جيريتشو بولاية فيرمونت، ويمكن أيضا مشاهدة صوره على هذا.

## سيرته الذاتية

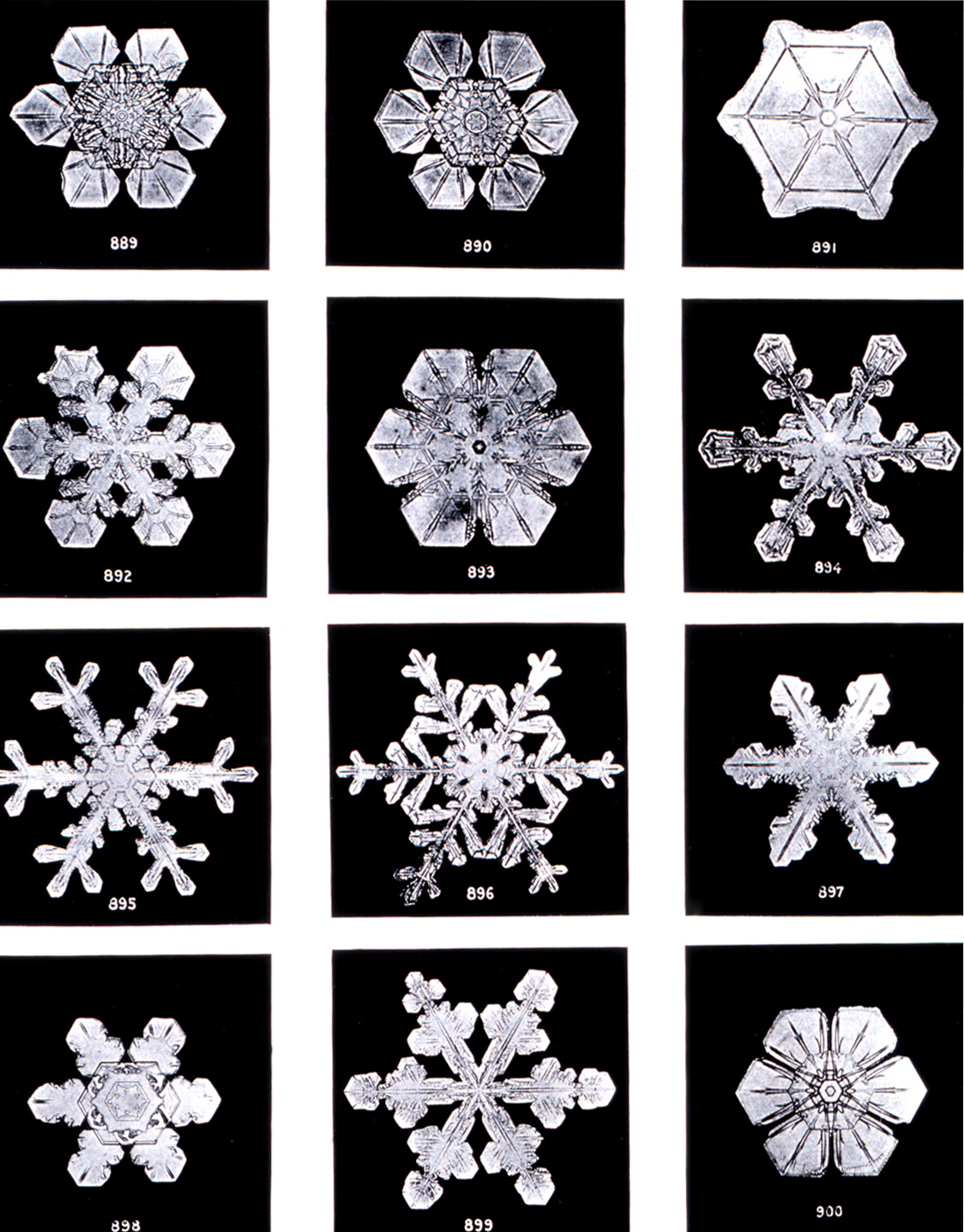
مجموعة صور لندف الثلج التقطها بنتلي حوالي سنة 1902

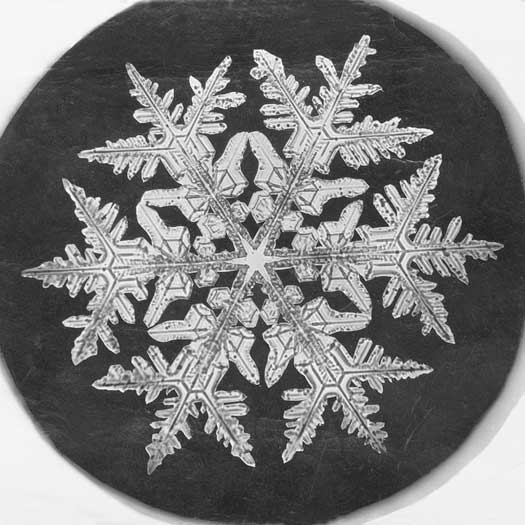
صورة مكبرة مجهريا لصورة التقطها بنتلي سنة 1890

ولد بنتلي في السابع من شباط سنة 1865 في جيرتشو في فيرمونت، كان في البداية مهتما ببلورات الثلج في مراهقته، حاول أن يرسم ما رآه مناسبا من خلال ميكروسكوب قديم أعطته إياه والدته حين كان في الخامسة عشر، إذ كان أمرا معقدا جدا أن يرسم ندف الثلج قبل أن تذوب، فقام بوصل كاميرا منفاخ (أو ما يمكن تسميته بكاميرا بولارويد قديمة) بمجهر مركب، وصور أول صورة لندفة ثلج بعد العديد من التجارب في 15 كانون الثاني سنة 1885.
التقط بنتلي أكثر من 5000 صورة لبلورات الثلج، وكان يلتقط كل بلورة على لوح أسود وينقلها بسرعة إلى شريحة مجهرية، إذ كانت البلورة سريعة الذوبان حتى بدرجة حرارة تحت الصفر.
وصف بنتلي ندف الثلج بأنها «معجزات جمال صغيرة» كما وصف بلورات الثلج بأنها «ورود الجليد»، وعلى الرغم من تشبيهاته الشعرية إلا أنه سمح للناظر بأن ينظر برؤية موضوعية لأعماله الفنية، وقد جمعت صوره بين الفن والعلم وهو الأمر الشبيه للمصور الألماني كارل بلوسفلت (1932-1865)، الذي التقط صورا للبذور وأوراق الشجر.
جذبت أشغال بنتلي الانتباه في السنوات الأخيرة من القرن التاسع عشر، بعد أن نُشرت أعماله في مجلة يملكها هنري كروكر في فيرفاكس في فيرمونت، وهو الذي احتفظ بمجموعة كبيرة من أعمال بنتلي، وبالتعاون مع جورج هنري بيركنز أستاذ تاريخ الطبيعة في جامعة فيرمونت، نشر بنتلي مقالة طرح فيها فكرة أنه لا يوجد ندفتا ثلج متشابهتان، وقد جذبت هذه الفكرة الناس فقام بنشر مقالات أخريات في مجلات مثل: ناشونال جيوغرافيك (National Geographic) ونيتشر (Nature) وبوبيلر سينس (Popular Science) وسينتفك اميريكان (Scientific American). وقد طُلبت صور بنتلي من مؤسسات أكاديمية من مختلف أنحاء العالم.
التقط بنتلي أيضا صورا للماء بجميع حالاته المختلفة مثل الضباب والغيوم، وكان أول أمريكي يلتقط صورا لقطرات الندى بأحجامها المتعددة، وكان من أوائل علماء فيزياء الغيوم.
توفي بنتلي بالالتهاب الرئوي في مزرعته في 23 كانون الأول سنة 1931، بعد أن مشى مسافة ستة أميال في طريق العودة إلى بيته أثناء عاصفة ثلجية، وقد نشرت ماك-جرو هيل كتابه «بلورات الثلج» قبل وفاته بفترة بسيطة، ولا يزال كتابه يُطبع حتى هذا اليوم.

## روابط خارجية
- ويلسون بنتلي على موقع ديسكوغز (الإنجليزية)